# Новопавловка (Приморский район)
Новопавловка (укр. Новопавлівка, до 2016 г. — Партиза́ны) — село, Партизанский сельский совет, Приморский район, Запорожская область, Украина.
Код КОАТУУ — 2324884601. Население по переписи 2001 года составляло 1534 человека.
Является административным центром Партизанского сельского совета, в который не входят другие населённые пункты.

## Географическое положение
Село Новопавловка находится на правом берегу реки Обиточная, ниже по течению примыкает село Лозановка.
Река в этом месте извилистая, образует лиманы и старицы.

## История
- 1860 год — дата основания как село Новопавловка на месте двух ногайских поселений Канда-Казлы и Канда-Тамголы крестьяне из села Поповни Бердянского уезда[2].

В январе 1932 года правление села было арестовано за хищение зерна в особо крупном размере.
В 1938 году переименовано в село Партизаны.
В ходе Великой Отечественной войны в 1941—1943 гг. селение находилось под немецкой оккупацией.
В мае 2016 года возвращено название Новопавловка.

## Экономика
- «Лан», агрофирма.
- «Деметра», агрофирма.

## Объекты социальной сферы
- Школа.
- Детский сад.
- Клубы.
- Больница.

## Достопримечательности
- Братская могила советских воинов.